# Sophie Polkamp
Sophie Polkamp, född den 2 augusti 1984 i Groningen, Nederländerna, är en nederländsk landhockeyspelare.
Hon tog OS-guld i damernas landhockeyturnering i samband med de olympiska landhockeytävlingarna 2008 i Peking.
Hon tog OS-guld igen i samma gren i samband med de olympiska landhockeytävlingarna 2012 i London.